# Special Olympics World Summer Games 2015
Special Olympics World Summer Games 2015 (SOWSG) blev afholdt i Los Angeles, USA den 25. juli til 2. august 2015. Det var den første Special Olympics World Summer Games som er blevet afholdt i USA i 16 år. LA 2015 markerer den anden gang, at Los Angeles var vært for World Games. Los Angeles var vært for sommer-OL i 1932 og 1984. Det blev annonceret den 15. september 2011, at det var Los Angeles som vandt med sit bud og slog Sydafrikas bud ud. Det forventedes, at World Games ville tiltrække omkring 30.000 frivillige.
World Games blev en fejring af talenter, udholdenhed og resultater for dem med udviklingshandicap, og at fremme den globale mission af Special Olympics, som blev grundlagt i 1968 af Eunice Kennedy Shriver.
Den 24. juli 2015 dedikerede Google sin Google Doodle er til ære for Special Olympics World Summer Games 2015.

## Overblik
Med 7.000 atleter, der repræsenterer mere end 170 lande, sammen med 3.000 trænere, 30.000 frivillige og med forventet 500.000 tilskuere, blev Special Olympics World Summer Games 2015 - i Los Angeles 25 juli - 2 august, 2015 - én af de største multi-sportsbegivenheder i verden det år.

## Åbningsceremoni
Åbningsceremoni af Special Olympics World Games Los Angeles 2015 (LA2015) blev afholdt den 25. juli i Los Angeles Memorial Coliseum.

### Særlige gæster
- Michelle Obama
- J Balvin
- Siedah Garrett
- Jimmy Kimmel
- Avril Lavigne
- Eva Longoria
- Greg Louganis
- Stephanie McMahon
- Yao Ming
- O.A.R.
- Michael Phelps
- Lauren Potter
- Cody Simpson
- Nicole Scherzinger
- Stevie Wonder[7]
- Simon Ammann

## Danske deltagere
Danmark stillede med en delegation på 93 deltagere – 69 idrætsudøvere og 24 trænere/ledere. De danske deltagere deltog i atletik, badminton, bowling, cykling, fodbold, golf, gymnastik, håndbold, ridning og svømning.

## Deltagende nationer
| Delegationer til Special Olympics World Summer Games 2015 |
| --- |
| - Afghanistan - Albanien - Algeriet - Amerikansk Samoa - Argentina - Armenien - Aruba - Australien - Aserbajdsjan - Bahamas - Bahrain - Bangladesh - Barbados - Belgien - Belize - Benin - Bhutan - Bolivia - Bonaire - Bosnien-Hercegovina - Botswana - Brasilien - Brunei - Bulgarien - Burkina Faso - Cambodja - Canada - Cayman Islands - Chile - Colombia - Costa Rica - Cuba - Curacao - Cypern - DR Congo - Danmark - Dominica - Dominikanske Republik - Ecuador - Egypten - El Salvador - Elfenbenskysten - Estland - Fiji - Filippinerne - Finland - Frankrig - Færøerne - Georgien - Ghana - Gibraltar - Grækenland - Guatemala - Guyana - Honduras - Holland - Hong Kong - Hviderusland - Island - Indien - Indonesia - Iran - Irak - Ireland - Isle of Man - Israel - Italy - Elfenbenskysten - Jamaica - Japan - Jordan - Kasakhstan - Kenya - South Korea - Kosovo - Kirgisistan - Kina - Kinesiske Taipei - Kroatien - Laos - Letland - Libanon - Libyen - Liechtenstein - Litauen - Luxembourg - Macau - Makedonien - Malawi - Malaysia - Mali - Malta - Mauritius - Mexico - Moldova - Monaco - Mongoliet - Montenegro - Marokko - Myanmar - Namibia - Nepal - New Zealand - Nicaragua - Nigeria - Norge - Pakistan - Palæstina - Panama - Papua New Guinea - Paraguay - Peru - Polen - Portugal - Puerto Rico - Qatar - Rumænien - Rusland - Rwanda - Samoa - San Marino - Saudiarabien - Senegal - Serbia - Seychellerne - Singapore - Slovakiet - Slovenien - Sydafrika - Spanien - Sri Lanka - Saint Kitts og Nevis - Saint Lucia - Saint Vincent og Grenadinerne - Storbritannien - Surinam - Swaziland - Sverige - Schweiz - Tadsjikistan - Tanzania - Thailand - Tjekkiet - Tyskland - Østtimor - Togo - Tonga - Trinidad og Tobago - Tunisia - Turkmenistan - Tyrkiet - Uganda - Ukraine - Forenede Arabiske Emirater - USA - Uruguay - Ungarn - Amerikanske Jomfruøer - Uzbekistan - Venezuela - Vietnam - Zambia - Zimbabwe - Østrig |